# Billy (animateur de télévision)
Pour les articles homonymes, voir Billy.
 (mai 2016).
Si vous disposez d'ouvrages ou d'articles de référence ou si vous connaissez des sites web de qualité traitant du thème abordé ici, merci de compléter l'article en donnant les références utiles à sa vérifiabilité et en les liant à la section « Notes et références ».
Frédéric Richard, plus connu sous le pseudonyme de Billy, né le 5 septembre 1973 à Sainte-Croix (Suisse), est un animateur et producteur de télévision français. 
De 1995 a 2008, il anime sur TMC, Canal J et TF1 des émissions pour la jeunesse. Il devient ensuite producteur pour le Groupe Lagardère Entertainment.

## Carrière
Frédéric Richard commence sa carrière comme assistant réalisateur au Club Dorothée chez AB Productions ; il anime ensuite, de 1995 à 1996, sous le pseudonyme de Billy, l'émission Récré Kids sur TMC et intègre Walt Disney Company pour animer le Disney Club sur TF1.
De 1996 à 1999, Billy intègre la Walt Disney Company. De 1998 à 2008, il apparaît dans la publicité de l'Opération pièces jaunes, qui a eu lieu tous les ans au mois de janvier sur TF1. Il est surtout connu pour avoir animé le Disney Club pendant deux années de 1996 a 1998, et une première courte émission sur internet en france Clic et Net de 1999 à 2000 et Hyper Net de 2000 à 2001 sur TF1.
C’est sur cette même chaîne qu'il déploie une palette d’émissions en tant qu’animateur telle que Disney! en 1999 pendant quelques mois, Les Petits Princes, Télé Délires et 30 millions d'amis spécial noël en 2000 en prime-time, et la Nuit des publivores en 2002.
En 2000, il crée sa société, Billyweb, qui fait son entrée au Nasdaq[réf. nécessaire]. De 2000 à 2008, Billy présente sur Canal J le show musical hebdomadaire Iapiap !.
En 2002, il se lance véritablement dans la production, en créant 80 numéros de son magazine Mission 414 pour le groupe Lagardère.
En 2004, il cofonde Cyber Group Studios avec Pierre Sissmann (ex-président de Disney Europe) et se lance dans la production de séries d’animation, telle que OzieBoo !, Manon, Les Légendes de Tatonka, Zou. Parallèlement depuis quinze ans, Billy s’investit dans l’Opération pièces jaunes, aux côtés de Bernadette Chirac. Il produit et anime depuis 1999, le spectacle de Noël pour la présidence de la République.
En 2007, il est élevé au rang de Chevalier de l’ordre national du Mérite.
En janvier 2008, il crée la société Billy Productions, qui a pour vocation la production d’émissions de flux et de divertissements, ainsi que la création de spectacles.
En mars 2012, il devient producteur pour le Groupe Lagardère Entertainment.
En novembre 2014, il crée une autre société de production Allo Houston Productions.
Sur Télétoon, il lance une émission Drôle de manoir avec Michel Hassan.

## Animateur de télévision
- 1995-1996 : Récré Kids (TMC)
- 1996-1998 : Disney Club (TF1)
- 1999 : Disney! (TF1)
- 1999-2000 : Clic et Net (TF1)
- 2000-2008 : Iapiap ! (Canal J)
- 2000 : Les Petits Princes (TF1)
- 2000 : 30 millions d'amis spécial noël (TF1)
- 2000 : Télé Délires (TF1)
- 2000-2001 : Hyper Net (TF1)
- 2002 : la Nuit des publivores (TF1)

## Distinctions
- 2007 : chevalier de l'ordre national du Mérite.